# Gabriele Geretto
Gabriele Geretto (San Stino di Livenza, 15 dicembre 1952) è un allenatore di calcio italiano.

## Carriera
Dopo aver allenato per quattro stagioni il Conegliano in Interregionale (con anche alcune partite nel campionato di Serie C2 nella parte finale della stagione 1982-1983, terminata con una retrocessione) ed aver fatto per due anni l'allenatore in seconda al Venezia e alla Reggina (in Serie B), nelle stagioni 1991-1992 e 1992-1993 ha allenato la Reggina in Serie C1, venendo esonerato a stagione in corso nel 1993; l'anno seguente ha allenato il Monopoli, in Serie C2, chiidendo al 5º posto in classifica.
Nella stagione 1994-1995 è subentrato a Luigi Maifredi sulla panchina del Venezia, in Serie B; è esonerato dopo 2 partite, in favore di Gian Piero Ventura. Dopo l'esonero di Ventura è richiamato dalla squadra veneta fino a fine stagione. Nella stagione 1997-1998 ha allenato la Turris in Serie C1 (retrocedendo in Serie C2), ed è rimasto in terza serie anche l'anno seguente, sulla panchina dell'Avellino. Dopo due stagioni consecutive, frammentate da un esonero durante il primo anno, (la 1999-2000 e la 2000-2001) in Serie C2 al Fasano ha allenato, sempre in quarta serie, prima il Campobasso nella stagione 2001-2002, venendo esonerato e richiamato, chiudendo all'ultimo posto in classifica (con conseguente retrocessione in Serie D), e poi la Gladiator nella stagione 2002-2003, venendo esonerato a campionato in corso. 
Dal 2003 al 2006 ha allenato la Vibonese in Serie D, ottenendo la qualificazione ai play-off per la promozione in Serie C2 nella stagione 2004-2005; ha chiuso la sua esperienza sulla panchina della squadra calabrese nella stagione 2005-2006, nella quale è stato esonerato a stagione in corso. Nel gennaio del 2008, ha allenato per alcuni mesi la Virtus Casarano, ottenendo un 4º posto in classifica nel campionato pugliese di Eccellenza. Nella stagione 2008-2009 è tornato alla guida del Monopoli, in Serie C2, venendo esonerato nell'aprile 2009 dopo la sconfitta interna con la Scafatese, e venendo sostituito da Luigi De Rosa. 
Ha poi allenato per una stagione il Fasano, mentre nel luglio del 2010 diventa coordinatore tecnico del settore giovanile della Reggina. L'anno seguente diviene allenatore degli Allievi Nazionali del club calabrese, incarico che torna a ricoprire dal gennaio del 2014 fino a fine torneo. È stato osservatore della Reggina. L'estate del 2014 torna ad allenare il Casarano nel campionato pugliese di Eccellenza, venendo esonerato il 1º ottobre 2014, dopo 3 gare di campionato (un pareggio e 2 sconfitte), e l'eliminazione dalla Coppa Italia Dilettanti. Il 13 agosto 2021 viene ingaggiato dal Manduria, club pugliese militante in Eccellenza.